# Andrzej Stepaniuk

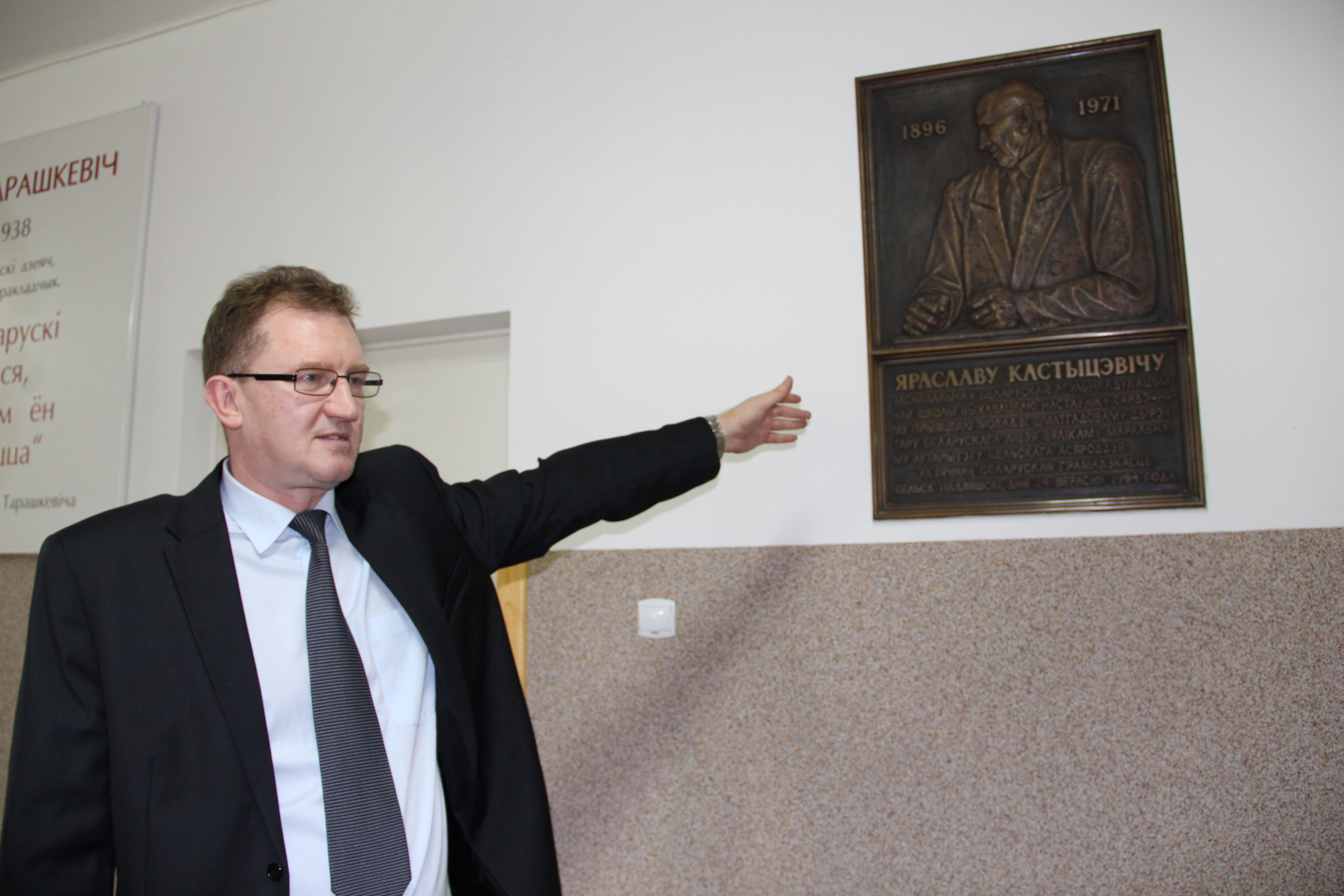
Andrzej Stepaniuk w II Liceum Ogólnokształcącym, wrzesień 2013 roku

Andrzej Stepaniuk (ur. 1963 w Bielsku Podlaskim) – polski nauczyciel i samorządowiec, burmistrz Bielska Podlaskiego w latach 1994–2002 roku, przewodniczący Rady Miasta Bielsk Podlaski w latach 2006−2010. 
Absolwent II Liceum Ogólnokształcącego im. Bronisława Taraszkiewicza w Bielsku Podlaskim (1982). W latach 2004–2023 był dyrektorem II Liceum Ogólnokształcącego im. Bronisława Taraszkiewicza w Bielsku Podlaskim z białoruskim językiem nauczania. Z wykształcenia jest filologiem białoruskim oraz nauczycielem języka białoruskiego.